# Отель Артс
Отель «Артс» (исп. Hotel Arts) — одна из самых высоких, дорогих и комфортабельных гостиниц Европы. Расположена по адресу Каррер-де-ла-Марина, 19-21 (Барселона, Каталония, Испания). 44-этажное (плюс два подземных этажа) здание в стиле хай-тек имеет высоту 154 метра и является самым высоким зданием города и 11-м по высоте в стране (наряду с Torre Mapfre, стоящим рядом и имеющим такую же высоту, но построенным на два года раньше). К услугам постояльцев предлагаются 483 номера площадью до 350 м². Высота «от пола до пола» составляет три метра ровно, толщина перекрытий «потолок-пол» составляет 18,5 см. На крыше здания расположена камера главного телеканала Каталонии — TV3. Перед главным входом установлены скульптуры «Рыба» и «Шар у обрыва» известного архитектора-«деконструктора» Фрэнка Гери. На первом этаже работает казино. Также к услугам постояльцев представляются шесть ресторанов, в одном из которых шеф-поваром является известный Серджи Арола.
Строительство гостиницы началось в 1992 году и было завершено два года спустя. Архитектором выступило бюро Skidmore, Owings & Merrill (главный архитектор — Брюс Грэм), владельцами здания являются Host Hotels & Resorts и Stichting Pensioenfonds ABP, управление обеспечивает Ritz-Carlton.
В 2001 году здание купил «Банк Германии» за 288 миллионов евро. В октябре 2003 года журнал Condé Nast Traveler поместил отель «Артс» на 3-е место в своём списке «Лучшая гостиница в мире».

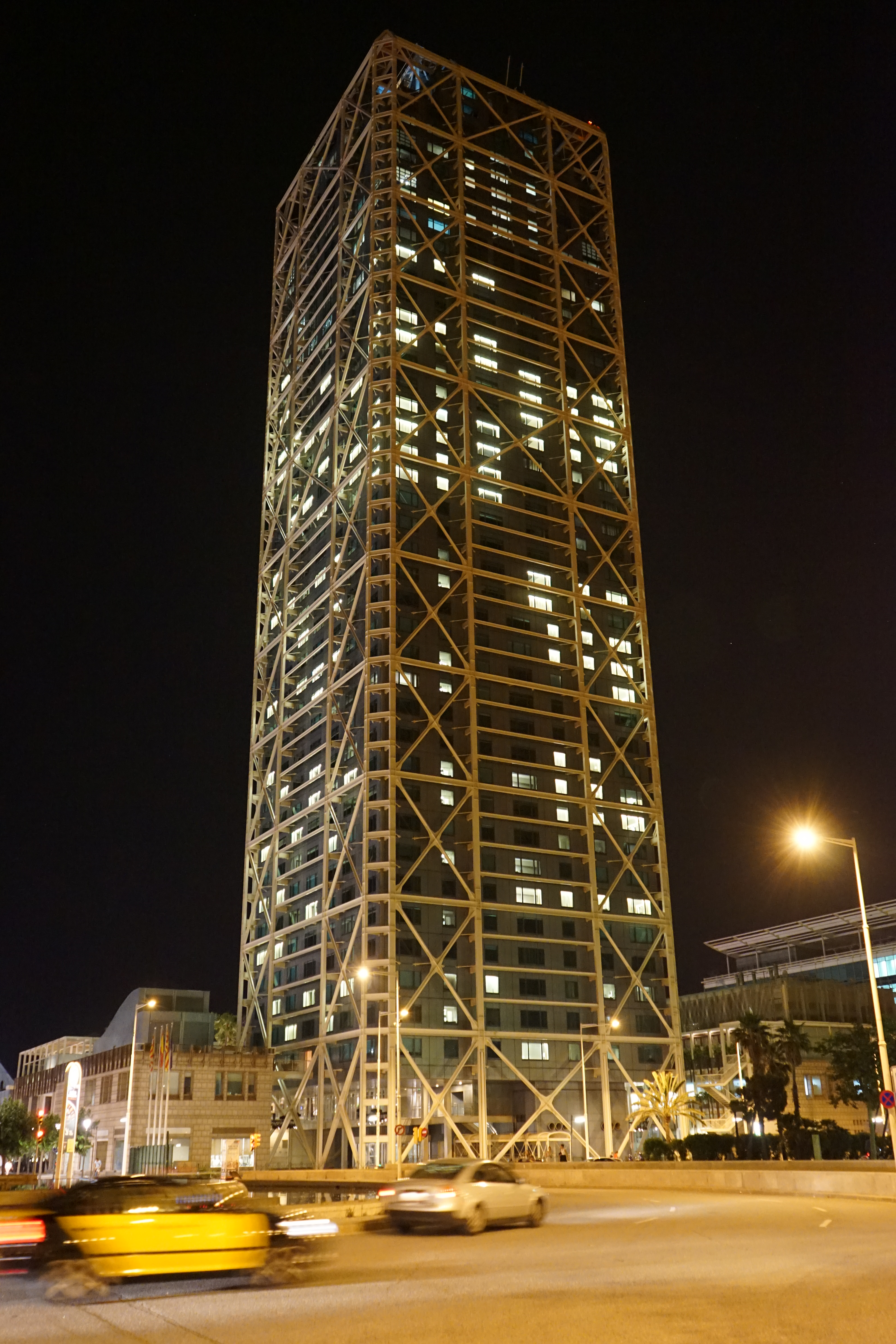
Отель в июне 2015 года
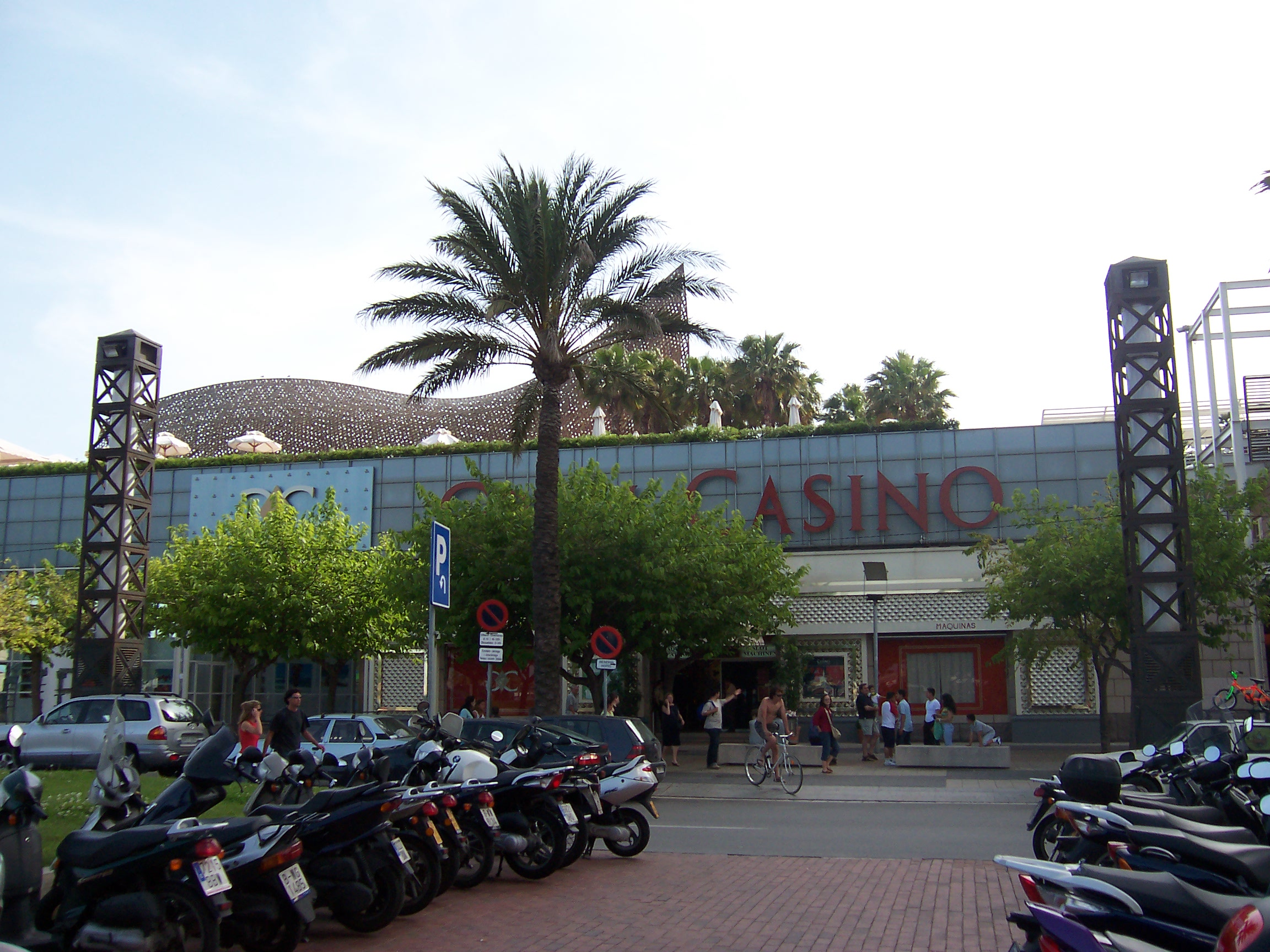
Казино отеля
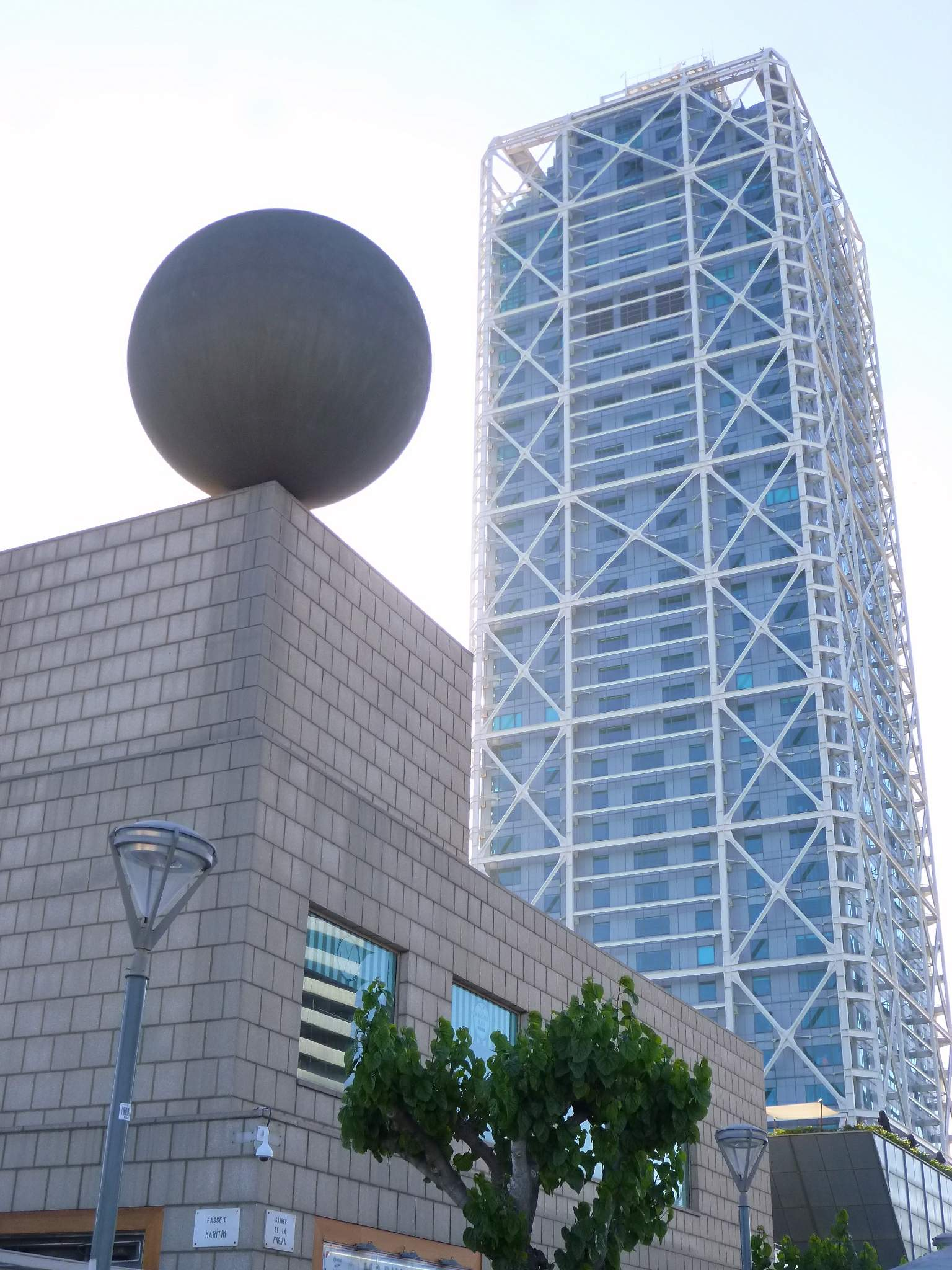
«Шар у обрыва» Фрэнка Гери